# José Hibert Ruiz
José Hibert Alberto Ruiz Vázquez (ur. 25 maja 1987 w Leónie) – meksykański piłkarz występujący na pozycji środkowego pomocnika, obecnie zawodnik Chiapas.

## Kariera klubowa
Ruiz pochodzi z miasta León i jest wychowankiem tamtejszego zespołu Club León. Do seniorskiej drużyny, występującej wówczas w drugiej lidze meksykańskiej, został włączony jako dziewiętnastolatek, początkowo pełniąc rolę rezerwowego. Po upływie kilkunastu miesięcy wywalczył sobie jednak pewne miejsce w wyjściowej jedenastce i w wiosennym sezonie Clausura 2007 dotarł ze swoją drużyną do finału rozgrywek Primera División A. Rok później, podczas sezonu Clausura 2008, wygrał natomiast z Leónem drugą ligę, jednak wobec porażki w decydującym o awansie dwumeczu z Indios sukces ten nie zaowocował promocją do najwyższej klasy rozgrywkowej. W wiosennym sezonie Bicentenario 2010 po raz drugi doszedł natomiast do finału drugiej ligi meksykańskiej, a ogółem w barwach Leónu występował przez blisko pięć lat, bezskutecznie walcząc o awans do pierwszej ligi. W styczniu 2011 przeszedł do innej drugoligowej ekipy – Atlante UTN z siedzibą w Nezahualcóyotl, będącego filią pierwszoligowego Atlante FC. Tam spędził pół roku bez większych sukcesów.
Latem 2011 Ruiz na zasadzie wypożyczenia przeniósł się do pierwszoligowego Querétaro FC, w którego barwach za kadencji szkoleniowca José Cardozo zadebiutował w meksykańskiej Primera División, 24 lipca 2011 w przegranym 1:2 spotkaniu z Américą. Od razu został kluczowym graczem środka pola i premierowego gola w pierwszej lidze strzelił 1 października tego samego roku w wygranej 1:0 konfrontacji z Guadalajarą. Barwy zespołu Querétaro, będącego wówczas rewelacją rozgrywek, reprezentował przez sześć miesięcy, a dzięki udanym występom w styczniu 2012 trafił do najwyższej klasy rozgrywkowej na stałe, podpisując umowę z drużyną Jaguares de Chiapas z miasta Tuxtla Gutiérrez. Tam również grał przez pół roku, jednak wyłącznie jako rezerwowy, po czym przeszedł do ekipy Monarcas Morelia. Tam w jesiennym sezonie Apertura 2013 zdobył puchar Meksyku – Copa MX, zaś w 2014 roku wygrał superpuchar kraju – Supercopa MX, pełniąc jednak głównie rolę rezerwowego. W 2015 roku zajął natomiast z Morelią drugie miejsce w krajowym superpucharze.
W styczniu 2016 Ruiz udał się na półroczne wypożyczenie do ekipy Pumas UNAM ze stołecznego miasta Meksyk, z którą nie odniósł poważniejszych osiągnięć, po czym – również na zasadzie wypożyczenia – powrócił do Chiapas FC (kontynuatora tradycji Jaguares).
| Sezon     | Klub                | Kraj   | Rozgrywki  | Mecze | Bramki |
| --------- | ------------------- | ------ | ---------- | ----- | ------ |
| 2006/2007 | Club León           | Meksyk | Ascenso MX | 14    | 1      |
| 2007/2008 | Club León           | Meksyk | Ascenso MX | 23    | 3      |
| 2008/2009 | Club León           | Meksyk | Ascenso MX | 26    | 2      |
| 2009/2010 | Club León           | Meksyk | Ascenso MX | 29    | 1      |
| 2010/2011 | Club León           | Meksyk | Ascenso MX | 6     | 0      |
| 2010/2011 | Atlante UTN         | Meksyk | Ascenso MX | 18    | 1      |
| 2011/2012 | Querétaro FC        | Meksyk | Liga MX    | 20    | 1      |
| 2011/2012 | Jaguares de Chiapas | Meksyk | Liga MX    | 7     | 0      |
| 2012/2013 | Monarcas Morelia    | Meksyk | Liga MX    | 20    | 0      |
| 2013/2014 | Monarcas Morelia    | Meksyk | Liga MX    | 10    | 0      |
| 2014/2015 | Monarcas Morelia    | Meksyk | Liga MX    | 20    | 1      |
| 2015/2016 | Monarcas Morelia    | Meksyk | Liga MX    | 7     | 0      |
| 2015/2016 | Pumas UNAM          | Meksyk | Liga MX    | 11    | 0      |
| 2016/2017 | Chiapas FC          | Meksyk | Liga MX    |       |        |